# OFC Champions League 2023
Die OFC Champions League 2023 war die 21. Auflage der ozeanischen Klubmeisterschaft, Ozeaniens wichtigstem Klubfußballturnier, das von der Oceania Football Confederation (OFC) organisiert wurde, und die 16. Saison unter dem aktuellen Namen OFC Champions League.
Sieger des Turniers wurde zum insgesamt 11. Mal Auckland City FC. Damit qualifizierte sich der Verein für die FIFA-Klub-Weltmeisterschaft 2023.

## Teilnehmer
Insgesamt nahmen 18 Mannschaften aus allen elf OFC-Mitgliedsverbänden am Wettbewerb teil, vierzehn in den nationalen Playoffs, vier in der Vorrunde.

## Qualifikation

### National Playoffs
Die Meister und Vizemeister der Verbände 1–7 spielen in einem nationalen Duell je einen Vertreter für die Gruppenphase aus.
|                       | Gesamt |                     | Hinspiel | Rückspiel |
| --------------------- | ------ | ------------------- | -------- | --------- |
| Suva FC               | 3:2    | Rewa FC             | 1:1      | 2:1       |
| Hekari United FC      | 4:1    | Lae City            | 2:1      | 2:0       |
| Hienghène Sport       | 1:5    | Tiga Sport          | 1:3      | 0:2       |
| Kossa FC              | 2:3    | Solomon Warriors FC | 1:1      | 1:2       |
| Siaraga               | 0:4    | Ifira Black Bird FC | 0:3      | 0:1       |
| Wellington Olympic FC | 4:6    | Auckland City FC    | 1:1      | 3:5       |
| AS Dragon             | 3:9    | AS Pirae            | 0:2      | 3:7       |

### Vorrunde
Die Meister der Verbände 8–11 spielten einen Vertreter für die Gruppenphase aus. Gespielt wurde vom 18. bis 24. Februar 2023 in Samoa. Der Lupe o le Soaga aus Samoa setzte sich durch und qualifizierte sich für die Hauptrunde.
| Pl. | Verein           | Sp. | S | U | N | Tore    | Diff. | Punkte |
| --- | ---------------- | --- | - | - | - | ------- | ----- | ------ |
| 1.  | Lupe o le Soaga  | 3   | 3 | 0 | 0 | 029:100 | +28   | 09     |
| 2.  | Tupapa FC        | 3   | 2 | 0 | 1 | 010:700 | +3    | 06     |
| 3.  | Veitongo FC      | 2   | 0 | 0 | 2 | 000:100 | −10   | 0      |
| 4.  | Ilaoa & To’omata | 2   | 0 | 0 | 2 | 000:210 | −21   | 0      |

|                  | Ergebnis |                  |
| ---------------- | -------- | ---------------- |
| Tupapa FC        | 1:0      | Veitongo FC      |
| Ilaoa & To’omata | 0:13     | Lupe o le Soaga  |
| Tupapa FC        | 8:0      | Ilaoa & To’omata |
| Lupe o le Soaga  | 9:0      | Veitongo FC      |
| Lupe o le Soaga  | 7:1      | Tupapa FC        |
| Veitongo FC      | –        | Ilaoa & To’omata |

Das letzte Spiel wurde aufgrund einer Zyklonwarnung auf Samoa nicht mehr ausgetragen. Beide Teams waren aber schon ausgeschieden.

## Gruppenphase
Die übrig gebliebenen Mannschaften spielten nun in zwei Gruppen zu je vier Teilnehmern nun die Teilnehmer an der K.o.-Phase aus. Die Spiele finden vom 14. bis zum 21. Mai 2023 auf Vanuatu. Die Auslosung fand schon am 13. März 2023 statt.

### Gruppe A
| Pl. | Verein              | Sp. | S | U | N | Tore    | Diff. | Punkte |
| --- | ------------------- | --- | - | - | - | ------- | ----- | ------ |
| 1.  | Auckland City FC    | 3   | 3 | 0 | 0 | 009:200 | +7    | 09     |
| 2.  | Suva FC             | 3   | 2 | 0 | 1 | 006:300 | +3    | 06     |
| 3.  | Solomon Warriors FC | 3   | 1 | 0 | 2 | 004:500 | −1    | 03     |
| 4.  | Lupe o le Soaga     | 3   | 0 | 0 | 3 | 000:900 | −9    | 0      |

Lupe o le Soaga konnte zum dritten Spiel auf Grund von Verletzungen und Spielermangel nicht antreten. Im Anschluss wertete die OFC alle Spiele mit 0:3 gegen das Team.
|                     | Ergebnis |                     |
| ------------------- | -------- | ------------------- |
| Auckland City FC    | 3:1      | Solomon Warriors FC |
| Suva FC             | 3:0 (W)  | Lupe o le Soaga     |
| Solomon Warriors FC | 3:0 (W)  | Lupe o le Soaga     |
| Suva FC             | 1:3      | Auckland City FC    |
| Lupe o le Soaga     | 0:3 (W)  | Auckland City FC    |
| Solomon Warriors FC | 0:2      | Suva FC             |

### Gruppe B
| Pl. | Verein              | Sp. | S | U | N | Tore    | Diff. | Punkte |
| --- | ------------------- | --- | - | - | - | ------- | ----- | ------ |
| 1.  | AS Pirae            | 3   | 2 | 1 | 0 | 007:300 | +4    | 07     |
| 2.  | Ifira Black Bird FC | 3   | 1 | 1 | 1 | 003:400 | −1    | 04     |
| 3.  | Hekari United FC    | 3   | 1 | 0 | 2 | 003:300 | ±0    | 03     |
| 4.  | Tiga Sport          | 3   | 1 | 0 | 2 | 001:400 | −3    | 03     |

|                  | Ergebnis |               |
| ---------------- | -------- | ------------- |
| AS Pirae         | 3:0      | Tiga Sports   |
| Ifira Black Bird | 0:2      | Hekari United |
| Tiga Sports      | 1:0      | Hekari United |
| Ifira Black Bird | 2:2      | AS Pirae      |
| Hekari United    | 1:2      | AS Pirae      |
| Ifira Black Bird | 1:0      | Tiga Sports   |

## Finalrunde

### Halbfinale
Die Halbfinalspiele finden am 24. Mai in Port Vila in Vanuatu statt.
|                  | Ergebnis              |                  |
| ---------------- | --------------------- | ---------------- |
| Auckland City FC | 2:2 n. V. (5:4 i. E.) | Ifira Black Bird |
| AS Pirae         | 2:4 n. V.             | Suva FC          |

### Finale
Das Finale fand am 27. Mai in Port Vila in Vanuatu statt.
|                  | Ergebnis  |         |
| ---------------- | --------- | ------- |
| Auckland City FC | 4:2 n. V. | Suva FC |

- Schiedsrichter:  David Yareboinen